# Enrico Berlinguer
 (juillet 2018).
Si vous disposez d'ouvrages ou d'articles de référence ou si vous connaissez des sites web de qualité traitant du thème abordé ici, merci de compléter l'article en donnant les références utiles à sa vérifiabilité et en les liant à la section « Notes et références ».
Pour les articles homonymes, voir Berlinguer.
Enrico Berlinguer (API [berliŋˈɡwɛr]), né le 25 mai 1922 à Sassari, en Sardaigne, et mort le 11 juin 1984 à Padoue, en Vénétie, est un homme politique italien, secrétaire général du Parti communiste italien (PCI) de 1972 à sa mort. Il compte parmi les inspirateurs du courant eurocommuniste, lequel se distinguait par son indépendance vis-à-vis de l'Union soviétique, qu'il sut manifester dès les années 1970.

## Biographie

### Début prometteur
Né dans une famille de petite noblesse sarde, de tradition républicaine, il adhère au PCI et participe à la résistance antifasciste à partir de 1943, ce qui lui vaut d'être emprisonné pendant trois mois. Il est élu au comité central dès 1948 et au secrétariat l'année suivante. En 1949, Palmiro Togliatti le nomme responsable des jeunesses communistes italiennes. 
Dès 1956, il supprime l'obligation pour tout nouvel adhérent du Parti de visiter l'Union soviétique. Sa rapide promotion dans la hiérarchie fait dire à son sujet " Enrico s'est inscrit très jeune ... à la direction du Parti " 
Élu député en 1968, il se distingue l'année suivante en critiquant lors d'un congrès à Moscou l'invasion de la Tchécoslovaquie par les troupes soviétiques lors du printemps de Prague.

### Secrétaire général du PCI
Berlinguer remplace Luigi Longo comme secrétaire général en 1972 et s'affirme comme le dirigeant communiste européen le plus indépendant vis-à-vis de l'URSS. Artisan du recentrage du PC italien, qui remporte plus de 30 % des suffrages aux élections de 1976, Berlinguer échoue cependant dans sa stratégie du « compromis historique », qui aurait vu le parti intégrer un gouvernement de coalition avec le centre-droit. En effet, il tire de la chute du gouvernement Allende au Chili en 1973 l'analyse que l'union des forces de gauche, PCI et PSI, est insuffisante pour se maintenir durablement au pouvoir. Un compromis historique est donc nécessaire avec la Démocratie chrétienne qui domine, avec l'aide de l'Église catholique, la vie politique et la société civile en Italie. L'opposition déterminée du pape Paul VI à toute alliance avec le PCI, et celle des États-Unis, malgré la promesse de Berlinguer de maintenir l'Italie dans l'OTAN, restent insurmontables ; la tension politique née de l'assassinat d'Aldo Moro, partisan du compromis historique, en mai 1978, par les terroristes des Brigades rouges rend caduques la plupart des ouvertures politiques du PCI. Berlinguer est partisan, durant cette crise, d'une extrême fermeté, excluant tout dialogue du monde politique avec les terroristes[réf. nécessaire].
Il appuie en septembre 1980 les ouvriers de la Fiat en grève contre la mise au chômage partiel de 24 000 d’entre eux, y compris « s’ils occupent » l’entreprise. L'historien Guido Liguori note que « Berlinguer voulait que le PCI se réapproprie pleinement la représentation de classe. Il voulait soutenir les luttes, surtout quand la situation était la plus dramatique. »

### Rupture avec l'Union soviétique
D'après le juge Rosario Priore (it), des agents soviétiques auraient tenté de l’assassiner en 1973 lors d’un voyage en République populaire de Bulgarie.
En 1975, il propose une politique d'autonomie vis-à-vis de l'URSS aux PC français et espagnol ; c'est l'eurocommunisme, au nom duquel les trois partis communistes critiquent la politique intérieure des pays socialistes et de l'Union soviétique.
Il conçoit le courant eurocommuniste comme une alternative à gauche à la social-démocratie et au socialisme soviétique avec pour objectif le « dépassement du capitalisme ». Il s’en explique notamment dans un article intitulé L’identité du PCI, paru en août 1978 : « Nous voulons parvenir à réaliser, dans l’Occident européen, un modèle économique, social, étatique, qui ne soit plus capitaliste mais qui ne recopie aucun modèle et ne répète aucune des expériences socialistes jusqu’ici réalisées, et qui, en même temps, ne se réduise pas à exhumer des expériences de type social-démocrate, lesquelles se sont limitées à la gestion du capitalisme. Nous sommes pour la troisième solution, laquelle répond justement à l’impossibilité de se satisfaire de la situation mondiale actuelle. »
En 1976, devant les délégués du XXVe congrès du PCUS, à Moscou, Berlinguer réclame un « système pluraliste » de socialisme, qui sera traduit en russe par « système multiforme ». En 1981, il déclare, au cours d'un interview : « la force progressiste issue de la Révolution d'Octobre est définitivement épuisée. »[réf. nécessaire]
Concernant l'eurocommunisme, le soutien des communistes français à la politique étrangère soviétique et l'éclatement du parti espagnol après le retrait de Santiago Carrillo désagrègent cette union. Le soutien logistique de l'URSS aux Brigades rouges accentue la rupture du PCI avec les pays socialistes car Berlinguer y voit la main de Moscou pour contrer sa stratégie d'accès au pouvoir. Il condamne fermement l'invasion de l'Afghanistan par l'Armée rouge en décembre 1979, l'état de siège en Pologne de décembre 1981 et soutient le gouvernement italien dans la crise des euromissiles dans les années 1980. En novembre 1982, il se rend aux obsèques de Léonid Brejnev, mais n'est pas reçu par son successeur, Iouri Andropov, qui entend ainsi lui exprimer son mécontentement.

### Mort prématurée suivie par la fin du PCI
Le soir du 7 juin 1984, alors qu'il tient une réunion publique sur une place de Padoue dans le cadre de la campagne pour les élections européennes, Berlinguer est brusquement frappé de malaise. Il achève péniblement son discours, soutenu par la foule qui scande son prénom, parle encore une minute avant d'abandonner le micro. Il est emmené à son hôtel où il sombre dans le coma. Hospitalisé, il est opéré en urgence d'une hémorragie cérébrale mais meurt le 11 juin, âgé de 62 ans. Six jours plus tard, son parti arrive pour la seule fois de son histoire en tête d'élections, avec une avance de 0,3 % sur la Démocratie chrétienne (33,3 % contre 33 %).
Avec cette disparition, le PCI est privé d'un chef charismatique et populaire, alors même que le parti éprouve des difficultés à renouveler son offre politique. Dans les années qui suivent, le Parti communiste subit une érosion de ses résultats électoraux : Achille Occhetto, devenu chef du parti en 1988, pousse plus loin les conclusions de Berlinguer en concluant à la nécessité d'une refonte idéologique totale. Sous sa direction, le PCI s'auto-dissout en 1991 et laisse la place au Parti démocrate de la gauche qui, tout en revendiquant son héritage, renonce à l'identité communiste. Les cadres du PCI hostiles à cet abandon de l'étiquette communiste fondent alors de leur côté le Parti de la refondation communiste.
Berlinguer a estimé, dès la fin des années 1960, que le modèle soviétique n'était pas adapté à l'Occident ; l'invasion de la Tchécoslovaquie en 1968 et de l'Afghanistan en 1979 le convaincront que l'Union soviétique ferait toujours passer ses intérêts géopolitiques avant la cause du socialisme, et l'épisode des Brigades rouges le renforcera dans cette analyse. Si la stratégie eurocommuniste de Berlinguer de compromis historique avec la Démocratie chrétienne s'est montrée électoralement payante, elle n'a jamais pu, à l'inverse du PCF, déboucher sur une participation à un gouvernement.

## Filmographie
- 1977 : Berlinguer ti voglio bene, film de fiction de Giuseppe Bertolucci et Roberto Benigni
- 1984 : L'addio a Enrico Berlinguer, documentaire[4] sur les funérailles de Berlinguer, 96 min.
- 2014 : Quando c'era Berlinguer, documentaire de Walter Veltroni, ancien maire de Rome ; 117 min. Diffusion sur Arte en décembre 2015[5] sous le titre Quand il y avait Berlinguer, et dans un montage de 51 min.
- 2024 : Berlinguer - La grande ambizione, film de fiction de  Andrea Segre ; 123 min[6].